# Sebő Vukovics

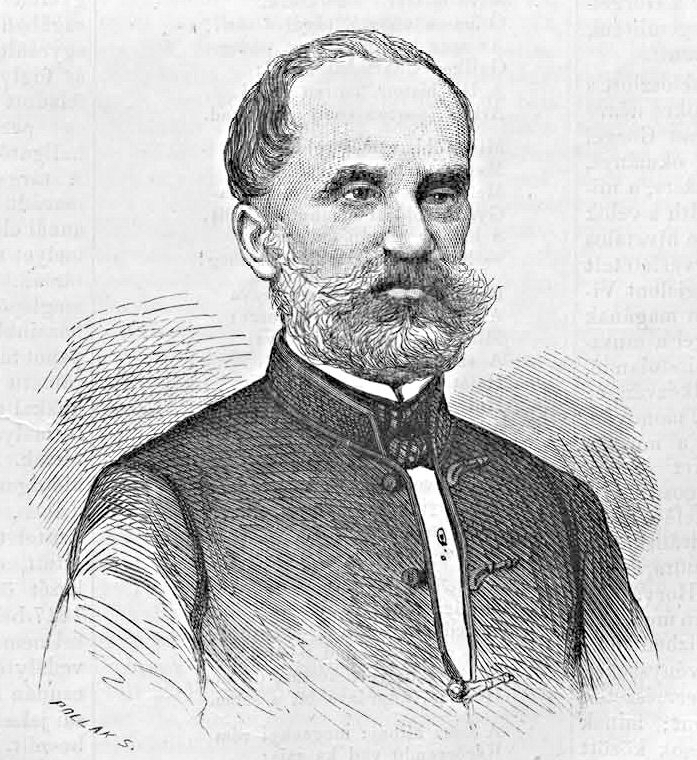
Sebő Vukovics, 1868

Sebő (Sebastian) Vukovics von Beregszó (* 1811 in Fiume, Illyrische Provinzen, Frankreich; † 17. November 1872 in London) war ein ungarischer Politiker und während der Ungarischen Revolution Justizminister.

## Leben
Vukovics entstammte einer südslawischen Familie aus dem Komitat Temes, erst als Jugendlicher lernte er Ungarisch. Bereits früh trat er in den Staatsdienst ein und wurde 1848 Vizegespan des Komitats Temes. Ende Mai 1848 wurde Vukovics Regierungskommissar des Banats. Am 17. April 1849 wurde er in der von Bertalan Szemere gebildeten Regierung Justizminister und versteckte sich nach Niederschlagung der Revolution bei den Adelsfamilien Vladár und Lónyay. Später floh er nach Paris und von dort 1852 weiter nach London. In der Heimat wurde Vukovics nach Kriegsrecht zum Tode verurteilt und In effigie gehängt. Erst nach dem Ausgleich kehrte er 1869 wieder nach Ungarn zurück und erlangte bei den Wahlen einen Sitz im Reichstag. 1872 wurde er zwar wiedergewählt, starb jedoch bevor der Reichstag zusammentrat in London. Seinem Wunsch entsprechend bestattete man ihn in Ungarn, auf dem griechisch-orthodoxen Friedhof von Beregszó.